# Château d'eau de la gare de Tartu
Le château d'eau de la gare de Tartu (en estonien : Tartu raudteejaama veetorn) est un bâtiment à Tartu en Estonie.

## Présentation

### L'extérieur
Le château d'eau de la gare de Tartu est une tour ronde en briques rouges d'un diamètre de 6,32 m et d'une hauteur d'environ 25 m. La façade de l'édifice présente des moulures et une porte à linteau cintré, la partie supérieure de la tour est plus large.

### L'intérieur
À l'intérieur du bâtiment, il y a un local de service d'environ 20 m de haut, un réservoir d'eau en béton armé est situé dans la partie supérieure du bâtiment. Un escalier métallique descend vers le réservoir d'eau. Sous le bâtiment se trouve un sous-sol d'environ 2 m de haut avec des murs en pierre de terre. La surface totale du bâtiment est de 99,5 m2, le château d'eau a une superficie de 43 m2.

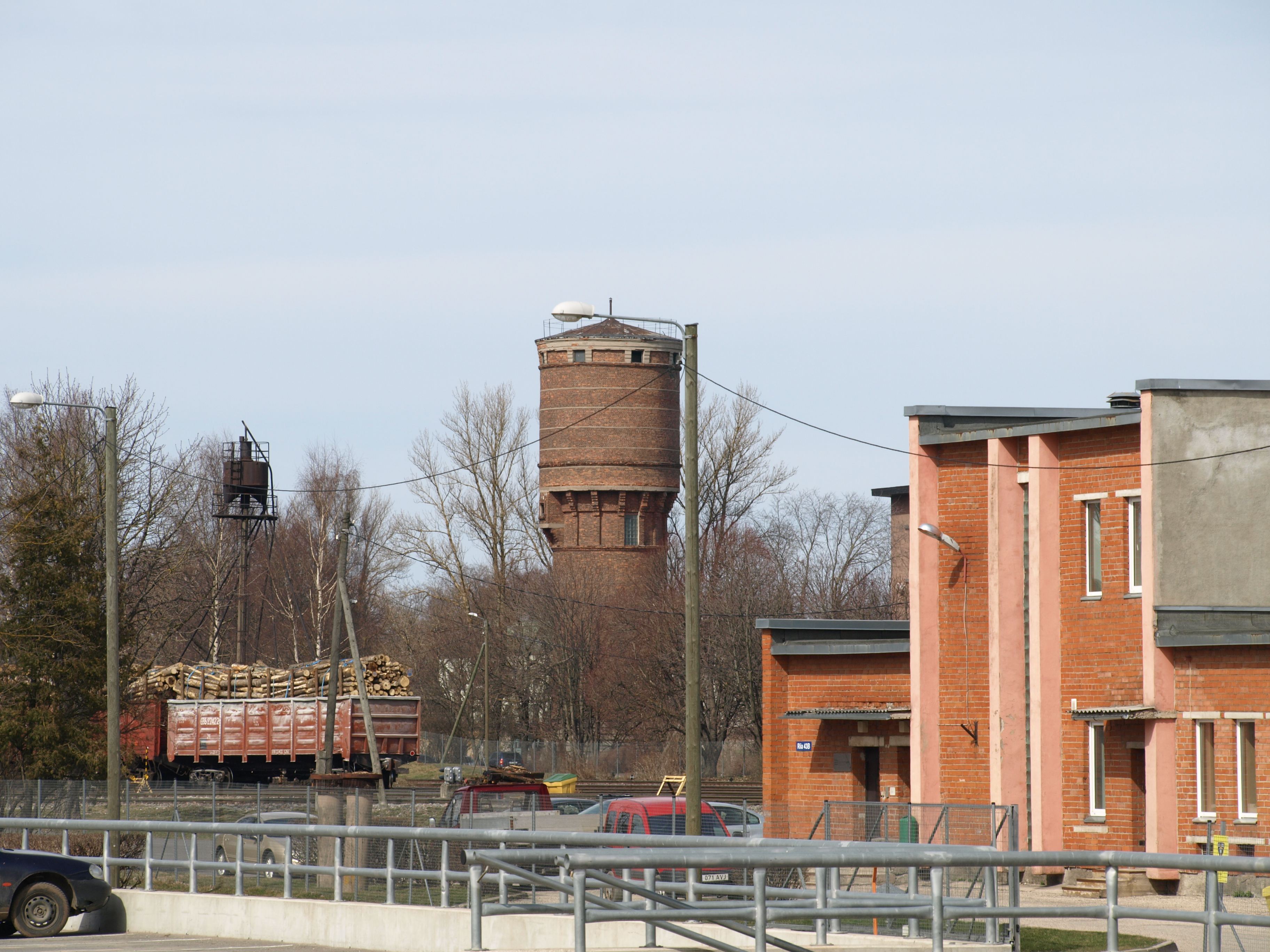

## Histoire
Les châteaux d'eau ont été introduits en Estonie au XIXème siècle en raison de l'augmentation du trafic ferroviaire. La fonction principale des châteaux d'eau était d'alimenter en eau les locomotives à vapeur. Plus tard, ils ont également alimenté les systèmes d'approvisionnement en eau des habitations.
Le premier château d'eau de la gare de Tartu a été construit en 1880, après l'achèvement du tronçon ferroviaire Tapa-Tartu (et) du chemin de fer Paldiski-Pétersbourg en 1876. Le premier château d'eau, situé près du dépôt de locomotives, a été dynamité par les troupes soviétiques en retraite en 1941. Les Allemands ont restauré le château d'eau, mais en 1944 ils l'ont fait sauter en se retirant. L'actuel château d'eau de style historiciste a été construit après la seconde guerre mondiale au début des années 1950,.
Le bâtiment a été utilisé comme château d'eau jusque dans les années 1980. Le château d'eau est inscrit au registre des monuments culturels comme un bâtiment d'architecture stalinienne et est sous protection patrimoniale. Depuis 2000, le château d'eau appartient à la ville de Tartu et reste vide car aucune fonction appropriée ne lui a été trouvée,.
Le bâtiment forme un ensemble homogène avec le bâtiment de la gare de Tartu et les anciennes résidences des cheminots de la rue Vaksali tänav. La grange, la maison de l'eau et plusieurs autres bâtiments qui étaient autrefois reliés à l'exploitation du chemin de fer font aussi partie de l'ensemble,.